# Thinsz Géza
Thinsz Géza, álneve: T. G. (Budapest, 1934. június 9. – Stockholm, 1990. július 14.) költő, műfordító.

## Életrajz
Budapesten érettségizett, Magyarországot az 1956-os forradalom után elhagyta, s Svédországba költözött. Diplomáját 1961-ben szerezte, az Uppsalai Egyetem filozófiai karán, majd kiadói munkatárs lett Stockholmban. Szerkesztő volt a Bonniers, a GLA, az Almqvistand Wiksell, valamint a Norstedts Kiadónál, számos magyar irodalmi cikket írt olyan svéd lapoknak, mint Dagens Nyheter, a Svenska Dagbladet, az Expressen, az Aftonbladet, és a Bonniers Litterära Magasin. Magyar verseit elsősorban a Látóhatár – Új Látóhatár, az Irodalmi Újság, a Magyar Műhely és a Szivárvány közölte. Műfordítói munkássága is jelentős: Petőfi Sándor, Weöres Sándor, Thomas Tranströmer svéd költővel közösen pedig Illyés Gyula, Pilinszky János verseit fordította le és jelentette meg kötetben. Svéd nyelven írt kritikákat, ismertető cikkeket, regényt és hangjátékot. Modern magyar novella-antológiát is megjelentetett svéd nyelven Csatlós Jánossal együtt. 1966-ban alapította meg a Magyar Könyvkiadót. 1974-től műveit Magyarországon is kiadták.

## Fontosabb munkái
- Még mindig így (v. műford. Stockholm 1960)
- A jó hatványain. Versek és fordítások; Stockholmi Magyar Intézet, Stockholm, 1964
- Asszonyáldó (v. 1966)
- Moderna ungerska berättere (elb. Ant. ford. szerk. Csatlós Jánossal, uo. 1966)
- Sex Ungerska Poeter (ant. szerk. uo. 1968)
- Árnyjáték (v. műford. uo. 1970)
- Szédítő táj, Tizenegy svéd költő (vál. ford. Budapest 1974)
- Határsávok (v. Stockholm 1976)
- Konsten att föra dialóg (v. svédül, uo. 1978)
- Thomas Tranströmer versei (vál. ford. Budapest 1979)
- Vizek távlatai (v. Stockholm 1979)
- Szerelem szúnyognézetből (v. Lengyel Zsolt képeivel, München 1980)
- Rendhagyó látogatás (v. Stockholm 1981, svédül: Besök utariför ordningen, uo. 1982)
- A párbeszéd művészete (vál. v. Budapest 1983)
- Valaki diktál (v. Stockholm 1983, svédül: Någon dikterar, uo. 1986)
- Zuhanás közben (v. uo. 1985)
- Bodzavirág (v. uo. 1987)
- Oförsvarligt dubbelliv (rádiójáték, uo. 1985, magyarul: A kétlaki, Kunos László fordítása, Budapest 1987)
- Gastspel i tiden, En pikareskroman (r. Stockholm 1987)
- Az ismétlődés misztikája; Magyar, Stockholm, 1989
- Hátha?; Magyar, Stockholm, 1990